# George Frederick Boyle
George Frederick Boyle (Sydney, 29 giugno 1886 – Filadelfia, 20 giugno 1948) è stato un pianista, compositore e docente australiano naturalizzato statunitense. Si trasferì negli Stati Uniti nel 1910 e vi rimase fino alla sua morte nel 1948.

## Biografia
Boyle nacque a Sydney, nel New South Wales, il 29 giugno 1886. Gli fu insegnato il pianoforte da sua madre e successivamente da Sydney Moss. Nel 1901, all'età di 14 o 15 anni, fece un tour di concerti in più di 280 paesi e città in Australia e Nuova Zelanda; questo fu il primo di una serie di tour. Nel 1904 il pianista polacco in visita Ignacy Jan Paderewski incontrò Boyle e gli suggerì di studiare con Ferruccio Busoni a Berlino. Boyle era in tournée con Mark Hambourg in quel periodo e fu Hambourg a garantire che Boyle venisse presentato a Busoni nel 1905. Studiò con Busoni per cinque anni, dal 1905 al 1910. Doveva ricordare Busoni come "la più grande singola influenza a cui le circostanze o il mio progetto mi hanno mai assoggettato". Nel 1909 Boyle suonò il Concerto per pianoforte n. 1 di Chopin a The Proms, sotto Henry Wood, un ingaggio che Busoni gli aveva assicurato. Sempre nel 1909 Busoni rivide la Polonaise n. 2 di Franz Liszt, sostituendo il finale esistente, che considerava insoddisfacente, con una cadenza e una coda brillanti più adatte e dedicò questa edizione a George Frederick Boyle. Lo stesso Boyle divenne famoso come interprete della Sonata in si minore di Liszt.
Dopo essersi trasferito negli Stati Uniti nel 1910, Boyle tenne la prima americana dei Préludes di Debussy. Su raccomandazione di Busoni, insegnò al Peabody Institute (1910-1922), succedendo al suo connazionale australiano Ernest Hutcheson come capo del dipartimento di pianoforte quando aveva solo 24 anni. Poi insegnò al Curtis Institute of Music (1924-1926), ed alla Juilliard School (1923-1940). Tra i suoi studenti figuravano Aaron Copland, Alex North, Samuel Barber e Elmer Burgess.

### Vita privata
Dopo aver divorziato dalla prima moglie, Boyle sposò una delle sue studentesse della Zion Lutheran Church di Baltimora; meno di un decennio dopo la coppia prese parte a un caso di divorzio in Nevada, secondo un articolo del Baltimore Sun del 1922.
Boyle morì a Filadelfia il 20 giugno 1948, all'età di 61 anni.

## Composizioni
Boyle ha scritto un'opera intitolata The Black Rose; nove opere orchestrali, tra cui una "fantasia sinfonica" e un concerto per pianoforte in re minore (eseguito da Ernest Hutcheson), un concerto per violino e un concerto per violoncello, due cantate, più di 30 canzoni, otto brani di musica da camera e più di 70 brani per pianoforte.

## Incisioni
Nel 2012 il pianista australiano Timothy Young ha registrato la Sonata per pianoforte di Boyle (dedicata a Ernest Hutcheson), Ballade (dedicata a Leopold Godowsky) e Five Piano Pieces, la prima registrazione di una musica di Boyle. Nel 2016 Piers Lane con l'Adelaide Symphony Orchestra diretta da Johannes Fritzsch ha registrato il Concerto per pianoforte e orchestra in re minore per Hyperion.